# Thomas Hartley
Thomas Hartley, född 7 september 1748 i Colebrookdale Township i Pennsylvania, död 21 december 1800 i York i Pennsylvania, var en amerikansk advokat, soldat och politiker. Thomas Hartley var ledamot i den första amerikanska kongressen.